# Malorie Blackman
Malorie Blackman OBE (ur. 8 lutego 1962 w Londynie) – brytyjska pisarka, która w latach 2013–2015 zajmowała stanowisko Children's Laureate. Tworzy literaturę i dramaty telewizyjne dla dzieci i młodzieży. W swoich dziełach wykorzystuje literaturę science-fiction do analizowania problemów społecznych i etycznych. Jej cykl Iksy i zera został uznany przez krytyków jako fikcyjna dystopia badająca temat rasizmu. Została wielokrotnie wyróżniona za swoją pracę. W 2022 zdobyła PEN Pinter Prize.

## Twórczość (wybrana)

### Powieści dla dzieci orazyoung adult
- Not So Stupid!: Incredible Short Stories, The Women's Press, 1990, ISBN 0-7043-4924-8
- Trust Me, Livewire, 1992, ISBN 0-7043-4931-0. Corgi Children's, 2013, ISBN 0-552-56847-3
- Words Last Forever, Mammoth, 1998, ISBN 0-7497-2983-X
- Cykl Iksy i zera:
  - Iksy i zera (ang. The Noughts & Crosses), Doubleday, 2001, ISBN 0-385-60008-9, wyd. polskie: Nowa Baśń, 2022, ISBN 978-83-8203-064-8, tłum. Danuta Górska
  - Callum (opowiadanie), RHCP Digital 2012,
  - An Eye for an Eye, (opowiadanie), Corgi Children's, 2003, ISBN 0-552-54925-8
  - Knife Edge, Doubleday, 2004, ISBN 0-385-60527-7
  - Checkmate, Doubleday, 2005, ISBN 0-385-60773-3
  - Double Cross, Doubleday, 6 November 2008
  - Nought Forever (opowiadanie), Penguin, 2019
  - Crossfire, Penguin, 2019
  - Endgame, Penguin, 2021
- The Stuff of Nightmares, Doubleday, 2007, ISBN 0-385-61043-2
- Boys Don't Cry, Doubleday Children's, 2010. Corgi Children's, 2011, ISBN 0-552-54862-6
- Unheard Voices: An Anthology of Stories and Poems to Commemorate the Bicentenary Anniversary of the Abolition of the Slave Trade, ed. Malorie Blackman, Corgi Children's, 2007, ISBN 0-552-55600-9
- Noble Conflict, Doubleday Children's, 2013, ISBN 0-385-61042-4

#### Opowiadania young adult
- „Humming Through My Fingers” in the multi-author collection Shining On: A Collection of Stories in Aid of the Teen Cancer Trust, Picadilly Press, 2006, ISBN 1-85340-893-X
- Opowiadanie w antologii The Crew and Other Teen Fiction, Heinemann Library, ISBN 0-431-01875-8

#### Powieści dla dzieci
- Hacker, Doubleday, 1992, ISBN 0-385-40278-3
- Operation Gadgetman!, Doubleday, 1993, ISBN 0-385-40337-2
- Jack Sweettooth the 73rd, Viking Children's Books, 1995, ISBN 0-670-85539-1
- The Space Stowaway, Ginn, 1995, ISBN 0-602-26393-X
- Whizziwig (ilustrator Stephen Lee), Viking Children's Books, 1995, ISBN 0-670-85705-X
- Thief!, Doubleday, 1995, ISBN 0-552-52808-0
- A.N.T.I.D.O.T.E, Doubleday, 1996, ISBN 0-552-52839-0
- Pig-Heart Boy, Doubleday, 1997, ISBN 0-385-40681-9
- Animal Avengers (ilsutratorzy Bill Greenhead i Stik), Mammoth, 1999, ISBN 0-7497-3557-0
- Dangerous Reality, Doubleday, 1999, ISBN 0-385-40680-0
- Don't Be Afraid (ilustrator Bob Harvey), Ginn, 1999, ISBN 0-602-27549-0
- Forbidden Game, Puffin Books, 1999, ISBN 0-14-130321-2
- Hostage (ilustrator Derek Brazell), Barrington Stoke, 1999, ISBN 1-902260-12-0
- Tell Me No Lies, Macmillan Children's Books, 1999, ISBN 0-333-72645-6
- Whizziwig Returns (ilustrator  Stephen Lee), Puffin, 1999, ISBN 0-14-130458-8
- Dead Gorgeous, Doubleday, 2002, ISBN 0-385-60009-7
- Cloud Busting, Doubleday, 2004, ISBN 0-385-60796-2
- The Deadly Dare Mysteries (zawiera: Deadly Dare, 1995, Computer Ghost, 1997, Lie Detectives , 1998; ilustrator Neil Chapman), Corgi Children's, 2005, ISBN 0-552-55353-0
- Whizziwig and Whizziwig Returns[4] (ilustrator Stephen Lee), Corgi Children's, 2005, ISBN 0-440-86657-X
- Doctor Who: The Ripple Effect, Puffin, 2013[5]

#### Opowiadania dla dzieci
- „Contact” w antologii Out of This World: Stories of Virtual Reality (wybór Wendy Cooling), Dolphin, 1997, ISBN 1-85881-602-5
- Aesop's Fables, Scholastic, 1998, ISBN 0-590-54382-2
- „Dare to be Different” (ilustrator Jane Ray) w antologii Dare to be Different, Bloomsbury Publishing, 1999, ISBN 0-7475-4021-7
- „Peacemaker” w antologii Peacemaker and Other Stories (ilustratorzy Peter Richardson iDavid Hine), Heinemann Educational, 1999, ISBN 0-435-11600-2

### Scenariusze telewizyjne
| Rok  | Tytuł                | Komentarz                                                | Nadawca                |
| ---- | -------------------- | -------------------------------------------------------- | ---------------------- |
| 1996 | Operation Gadgetman! | Film telewizyjny, reż. Jim Goddard, grała Marina Sirtis. | Hallmark Entertainment |
| 1998 | Whizziwig            | Wszystkie odcinki                                        | CITV                   |
| 1999 | Pig Heart Boy        | 6 odcinków                                               | CBBC                   |
| 2004 | Byker Grove          | Odcinki #16.20 oraz #16.19                               | CBBC                   |
| 2007 | Jackanory Junior     | Ellie and the Cat                                        | CBeebies               |
| 2018 | Doctor Who           | Odcinek: Rosa, wraz z Chris Chibnall                     | BBC One                |

### Scenariusze sceniczne
- The Amazing Rob The Mechanic
- Noughts and Crosses

### Scenariusze radiowe
- Noughts and Crosses